# Egyesült Demokrata Erők
Az Egyesült Demokrata Erők bolgár jobbközép pártok választási szövetsége volt 1997-2005 között.

## Tagjai
Tagja voltak a Demokratikus Erők Szövetsége, a Demokratikus Párt, a György-napi Mozgalom, a Bolgár Földműves Népi Szövetség (a több Bolgár Földműves Népi Szövetség nevű párt közül a jobbközép irányvonalú) és a Mozgalom az Egyenrangú Modellért.

## Választási eredmények
| év   | szavazatarány | mandátumszám | szavazatszám | státusz     |
| ---- | ------------- | ------------ | ------------ | ----------- |
| 1997 | 18,18%        | 21           | 830 338      | kormánypárt |
| 2001 | 9,36%         | 21           | 395 733      | ellenzék    |
| 2005 | 7,68%         | 20           | 280 323      | ellenzék    |